# Robin Campillo
Robin Campillo, född 1962 i Marocko, är en fransk filmmakare. Han har jobbat som filmklippare, manusförfattare och filmregissör. Hans stora genombrott var filmen 120 slag i minuten, som bland annat vann Juryns stora pris vid filmfestivalen i Cannes.

## Filmografi (i urval)
- 2004 – Les Revenants
- 2008 – Mellan väggarna
- 2017 – 120 slag i minuten
- 2023 – Red Island